# Xã Lodi, Quận Mower, Minnesota
Xã Lodi (tiếng Anh: Lodi Township) là một xã thuộc quận Mower, tiểu bang Minnesota, Hoa Kỳ. Năm 2010, dân số của xã này là 270 người.